# Officium Triste
Az Officium Triste holland death-doom/doom metal
zenekar. 1994-ben alakultak Rotterdamban. Zenei stílusukat "Rotterdoom" névvel illetik. Hatásukként a My Dying Bride-ot, a Paradise Lostot és a Katatoniát jelölték meg. Zenéjükben a death metal hörgés és a tiszta ének keveredik. Az együttes a "Reïncremated" nevű death metal zenekar feloszlása után alakult.

## Tagok
- Pim Blankenstein - ének (1994-)
- Gerard de Jong - gitár (1994-)
- Martin Kwakernaak - billentyűk (1994-), dob (1994-2008)
- Niels Jordaan - dob (2009-)
- William van Dijk - ritmusgitár (2014-)
- Theo Plaisier - basszusgitár (2016-)

### Korábbi tagok
- Maarten v.d. Giessen - basszusgitár (1994-1995)
- Johan Kwakernaak - gitár (1994-2007)
- Johan Mijnster - basszusgitár (1995-2000)
- Johan Tonnon - ritmusgitár (1999-2000)
- Lawrence Meyer - basszusgitár (2000-2015)
- Bram Bijlhout - ritmusgitár (2007-2014)
- Ronald Lagerwaard - dob (2008-2009)

## Diszkográfia
- Demo '94
- Mountains of Depressiveness (7" EP, 1996)
- Ne Vivam (1997, 2005-ben újból kiadták)
- Officium Triste / Cold Mourning (split lemez, 1998)
- Roses on My Grave (1999, 2001-ben újból kiadták)
- Promo 2000
- The Pathway (2001, 2007-ben újból kiadták)
- Reason (2004)
- Giving Yourself Away (2007)
- Charcoal Hearts (válogatáslemez, 2009)
- Officium Triste / Ophis (split lemez, 2012)
- Mors Viri (2013)
- Broken Memories (split lemez a Lapsus Dei-jel, 2018)
- The Death of Gaia (2019)